# Семюель Віллістон
Семюель Венделл Віллістон (англ. Samuel Wendell Williston, 10 липня 1851 — 30 серпня 1918) — американський палеонтолог і педагог. Автор гіпотези про те, що предки птахів розвинули здатність до польоту поступово за допомогою бігу, а не шляхом перестрибування з однієї гілки дерева на іншу.
Народився у Бостоні, але в ранньому дитинстві з сім'єю переїхав до Канзасу, де закінчив школу, а потім державний аграрний колледж (нині Університет штату Канзас) в 1872 році із ступенем магістра мистецтв. Після закінчення коледжу він поступив в Єльський університет вивчати палеонтологію, з 1874 року брав участь у палеонтологічних розкопках і дослідженнях. У 1890 році він повернувся в Канзас, де став професором геології і анатомії в Канзаському університеті. У 1902 році він відправився в університет Чикаго в якості завідувача кафедрою палеонтології.
Також відомий як ентомолог, що займався вивченням мух, хоча ця його діяльність завжди носила аматорський характер.